# Florae Symbolae Orientali-Asiaticae
Florae Symbolae Orientali-Asiaticae (abreviado Fl. Symb. Orient.-Asiat.) es un libro con ilustraciones y descripciones botánicas que fue escrito por el botánico y explorador japonés Gen-Iti Koidzumi. Se publicó en el año 1930, con el nombre de Florae symbolae orientali-asiaticae;: Sive, Contributions to the knowledge of the flora of eastern Asia. 115 pp.